# Pieter Lambrechts
Pieter Lambrechts (Laken, 28 juni 1910 - Brussel, 21 juni 1974) was een Belgisch hoogleraar en politicus voor de PVV.

## Levensloop
Na zijn humaniora aan het koninklijk atheneum van Oostende, trok Lambrechts naar de Rijksuniversiteit Gent en promoveerde er in 1932 tot doctor in de klassieke filologie en in 1934 doctor in de geschiedenis. Hij werd van 1944 tot 1948 docent en in 1948 gewoon hoogleraar aan de Universiteit van Luik en in 1946 docent en in 1948 gewoon hoogleraar aan de ULB. Ook was Lambrechts van 1945 tot 1948 directeur van het hoger onderwijs bij het ministerie van Openbaar Onderwijs en werd hij in 1948 gewoon hoogleraar aan de Rijksuniversiteit Gent. Van 1957 tot 1961 was hij rector van de Gentse universiteit.
Bij het Willemsfonds werd hij in 1951 ondervoorzitter en van 1962 tot 1965 voorzitter. In 1965 werd hij voor de PVV gecoöpteerd in de Senaat en vervulde dit mandaat tot in 1968. Hij leidde daarna tussen 1968 en 1974 zeven opgravingscampagnes in Pessinus (Turkije), die zijn gezondheid ondermijnden en wellicht bijdroegen tot zijn vrij vroege overlijden.

## Publicaties
- Het bevolkingsprobleem der universiteiten, 1956.
- Ons hoger onderwijs in de branding, 1957.
- Het Europese onderwijs en het huidige tijdsgebeuren, in: De Vlaamse Gids, 1968.